# Tutoko (rivière)
La rivière  Tutoko  est une rivière de l’Île du Sud de la Nouvelle-Zélande. 

## Géographie
C’est un affluent de la rivière Cleddau, situé dans les ʽFiodlandsʼ.